# Slot (aeronave)
Um slot é um dispositivo aerodinâmico fixo instalado em algumas aeronaves para reduzir a velocidade de estol, promovendo uma melhor manobrabilidade em baixas velocidades. Um slot é uma "fenda" no bordo de ataque de uma asa, permitindo que o ar flua de baixo da asa para seu extradorso. Desta forma, ele permite voar em um maior ângulo de ataque, reduzindo assim a velocidade de estol.

## Propósito e desenvolvimento

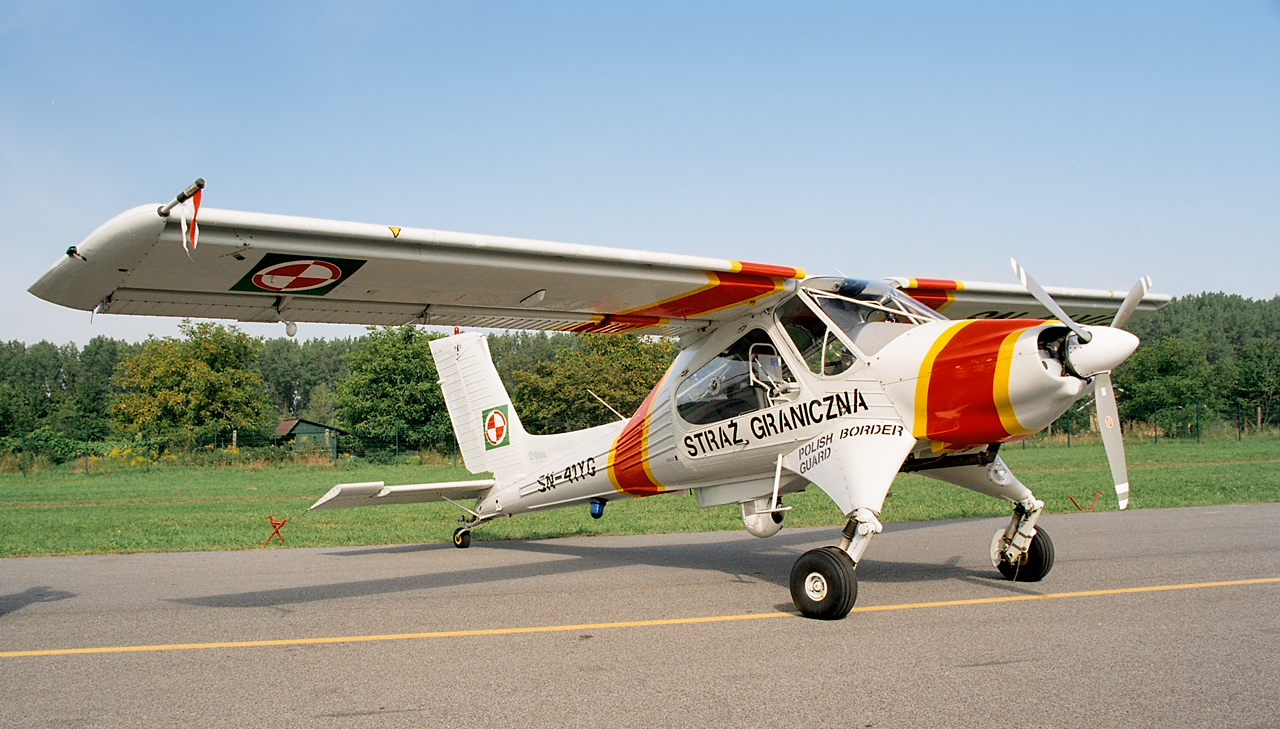
Slot em toda a envergadura na asa de um PZL-104M Wilga 2000

A um ângulo de ataque acima de cerca de 15°, a maior parte dos aerofólios entram em estol. A modificação de tal aerofólio com um slot fixo no bordo de ataque pode aumentar o ângulo de estol para entre 22° e 25°.
O slot foi desenvolvido por Handley Page em 1919 e a primeira aeronave a voar com ele foi o experimental H.P.17, um Airco DH.9A modificado. A primeira aeronave equipada com slots controláveis foi o Handley Page H.P.20. A licença do projeto se tornou uma das maiores fontes de renda de Handley Page na década de 1920.
Similar, mas retrátil, o dispositivo também instalado nos bordos de ataque é chamado de Slat. Quando o slat se abre, cria um slot entre o slat e o restante da asa; retraído, o arrasto é reduzido.
Um slot fixo pode aumentar o coeficiente de sustentação máximo de uma seção do aerofólio em 40%. Em conjunto com um slat, o aumento pode ser de 50% ou até mesmo de 60%.
Diferente dos flaps, os slots não aumentam o coeficiente de sustentação em um ângulo de ataque igual a zero, pelo fato de não alterarem a curvatura da asa.

## Operação

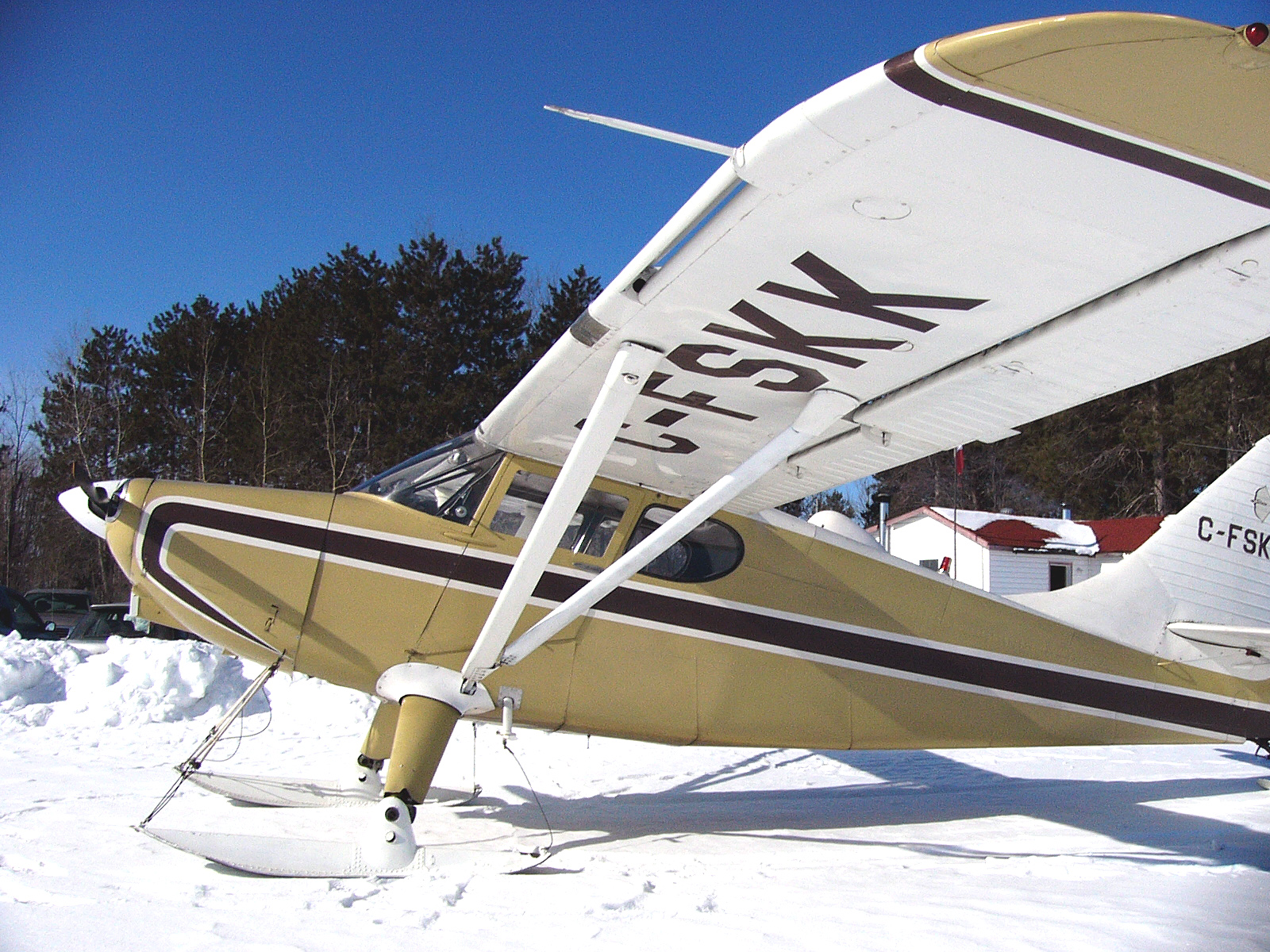
Slot em parte da envergadura em um Stinson 108-3

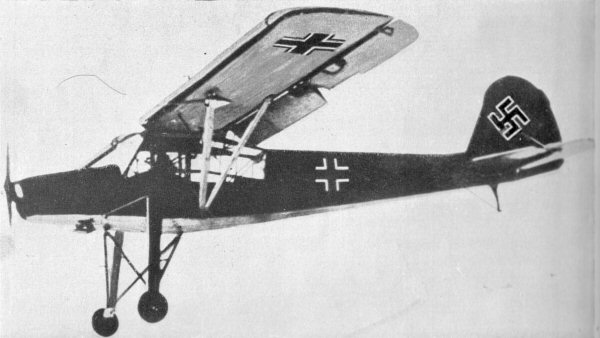
Fieseler Storch com slot em toda sua asa

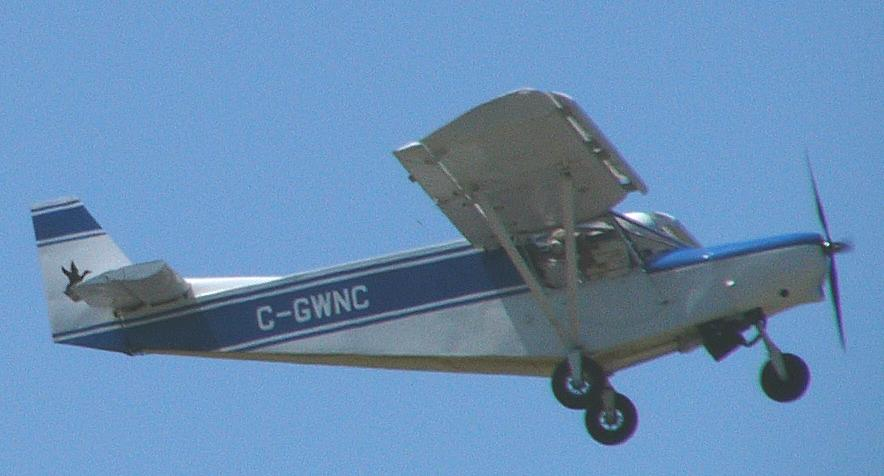
Um Zenith STOL CH 701 com slot

Um slot é uma "fenda" fixa (que não retrai) no bordo de ataque de uma asa. O ar por baixo da asa pode acelerar através da fenta em direção à região de baixa pressão no extradorso da asa, saindo pela fenda e se movendo paralelamente ao extradorso da asa. Este fluxo de alta velocidade se mistura então com a camada limite na parte superior da asa, atrasando assim a separação de fluxo do extradorso.
O slot naturalmente implica uma penalidade nas aeronave nas quais é utilizado. Isto é devido ao arrasto adicional que geram em relação a uma asa sem slot. O arrasto extra em baixa velocidade é aceitável pela redução da velocidade de estol e melhor manobrabilidade, mas em altas velocidades, o arrasto extra gerado pelos slots são uma grande desvantagem, ao diminuir a velocidade de cruzeiro e aumentar o consumo de combustível pela distância voada.
Uma forma de reduzir o arrasto em cruzeiro dos slots é dá-los a capacidade de ser fechados. Esta configuração é conhecida como Slat. Aerodinamicamente, os slats funcionam da mesma forma que os slots fixos, mas podem ser recolhidos em altas velocidades, quando não são mais necessários. Os slats, por sua vez, são mais pesados e mais complexos que os slots.
Em baixos ângulos de ataque o fluxo de ar através do slot é insignificante, apesar de contribuir com o arrasto. Quanto maior o ângulo de ataque, maior se torna o fluxo de ar através do slot, acelerando a partir da região de alta pressão abaixo da asa para a área de baixa pressão do topo da asa. Em altos ângulos de ataque, a velocidade mais alta em relação ao aerofólio está muito próxima ao bordo de ataque, no extradorso. Nesta região de alta velocidade local, a fricção (força viscosa) é muito alta e a camada limite chegando no slot no extradorso já perdeu muito de sua pressão total (ou energia mecânica total) devido a esta fricção. Em contraste, o ar passando através do slot ainda não está nesta condição de alta velocidade ou alta fricção, e sua pressão total permanece próxima ao valor de fluxo livre. A mistura da camada limite do extradorso com o ar chegando através do slot, re-energiza a camada limite que permanece no extradorso da asa em um maior ângulo de ataque do que se não houvesse slot. O slot foi, desta forma, uma das primeiras formas de um sistema de controle da camada limite.

## Aplicação de slots
Os slots são normalmente divididos em dois tipos: aqueles que se estendem por toda a envergadura da asa e outros de forma parcial.
Os slots que se estendem pela asa toda são encontrados normalmente em aeronaves STOL, como o Fieseler Storch, Dornier Do 27, PZL-104M Wilga 2000, e Zenair CH 701 STOL. Seu principal propósito é permitir que a aeronave voe a um alto ângulo de ataque antes de atingir o ângulo de estol.
Em aeronaves que não tem a característica STOL, os slots que se estendem por toda a asa tem sérias desvantagens, pelo fato de que para ter uma vantagem de ter um alto ângulo de ataque de estol, normalmente são requeridos longos trens de pouso, causando um alto arrasto, ou longos demais para serem retraídos.
Os slots de forma parcial são comumente encontrados na porção externa da asa, onde asseguram que o fluxo de ar daquela porção de asa permanecerá sem estolar em maiores ângulos de ataque em relação as partes internas da asa. Isto assegura que a raiz da asa irá estolar primeiro, contribuindo para um estol mais dócil, mantendo um melhor controle do aileron durante o estol. Utilizar slots desta maneira produz um resultado similar a utilização de washout em uma asa, mas de formas diferentes. Examplos de aeronaves que utilizam este tipo de slots são o Stinson 108, Bristol Beaufort, Lockheed Hudson, e o Dornier Do 28D-2 Skyservant.